# 多角化
多角化（たかくか）とは経営学用語の一つ。企業が成長する方法として新たな分野に進出することであり、新たな製品を開発したり新たな市場を開拓したりすることなどを言う。これが行われる背景には、企業の収益性や成長性の実績が目標と比較してみたところギャップが生じ、現在に行っている業務を拡大するよりも多角化を行ったほうが多くの収益が得られ、なおかつそれの現実性が高いと判断された場合である。